# Ipomoea lobata
Ipomoea lobata là một loài thực vật có hoa trong họ Bìm bìm. Loài này được (Cerv.) Thell. mô tả khoa học đầu tiên năm 1919.

## Hình ảnh

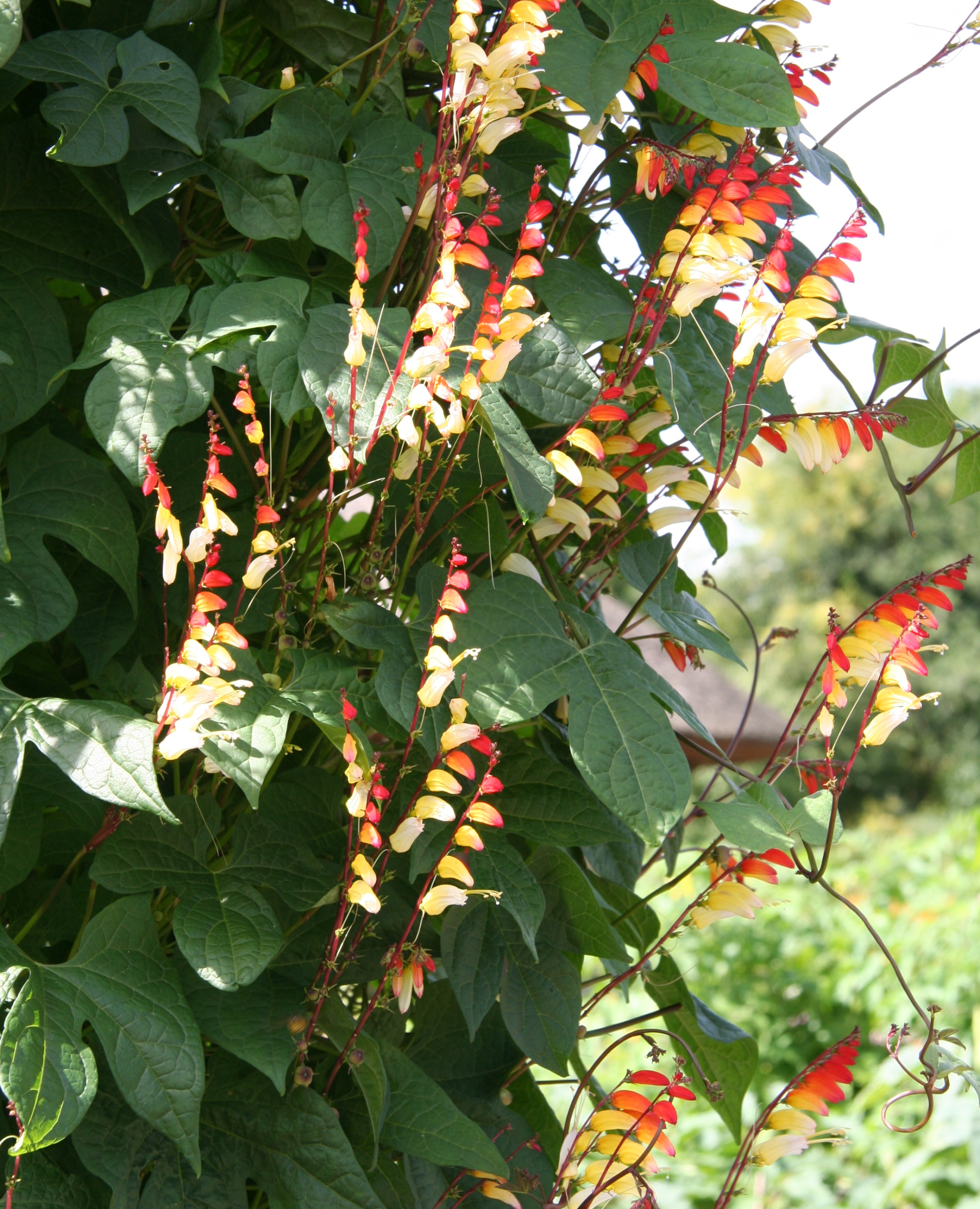
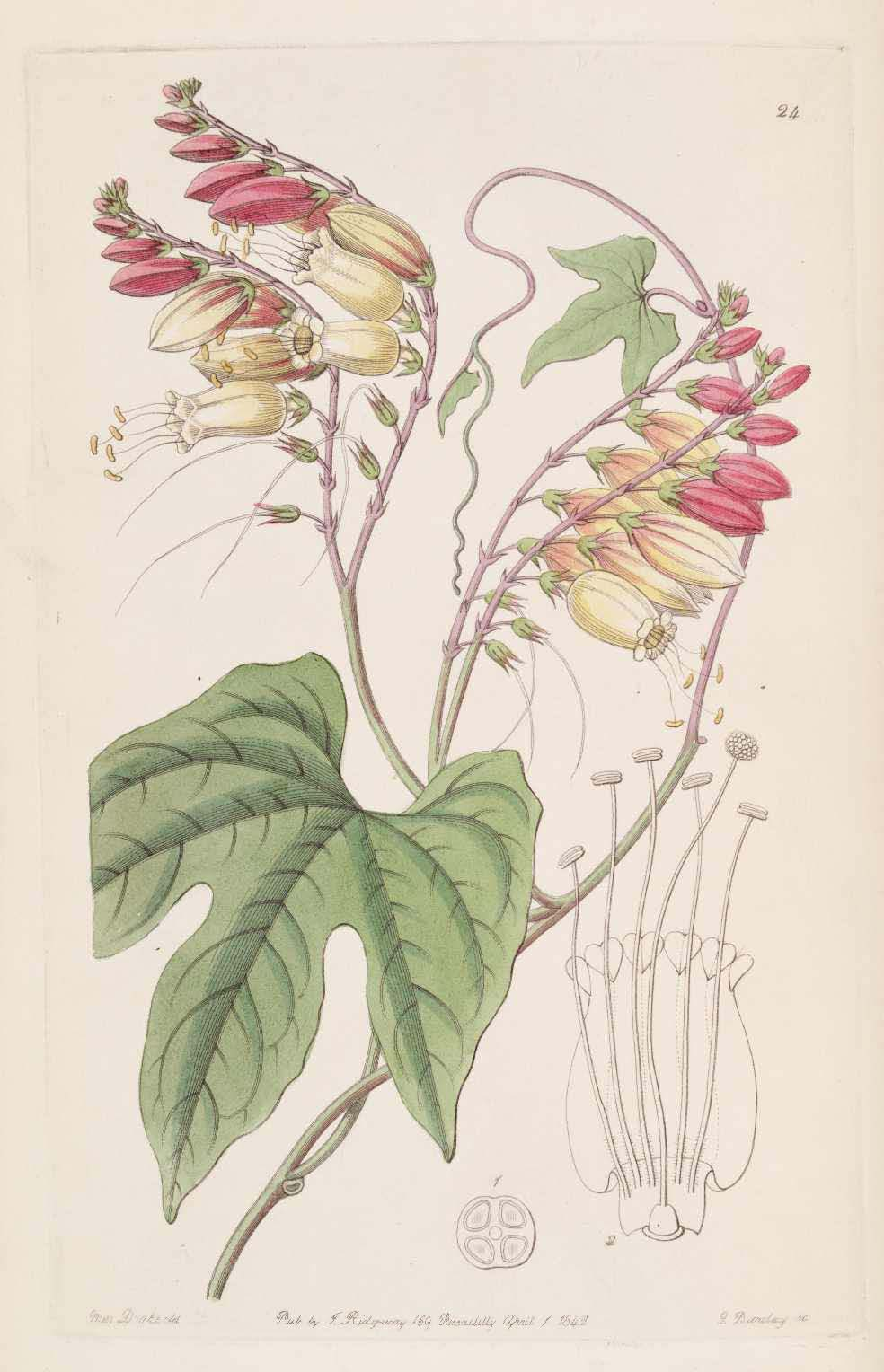
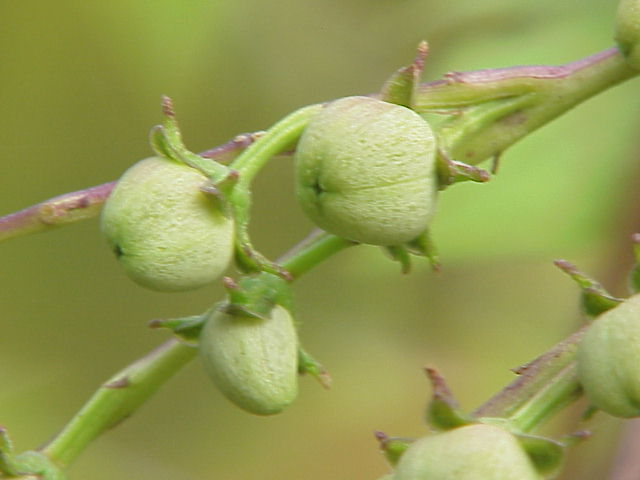
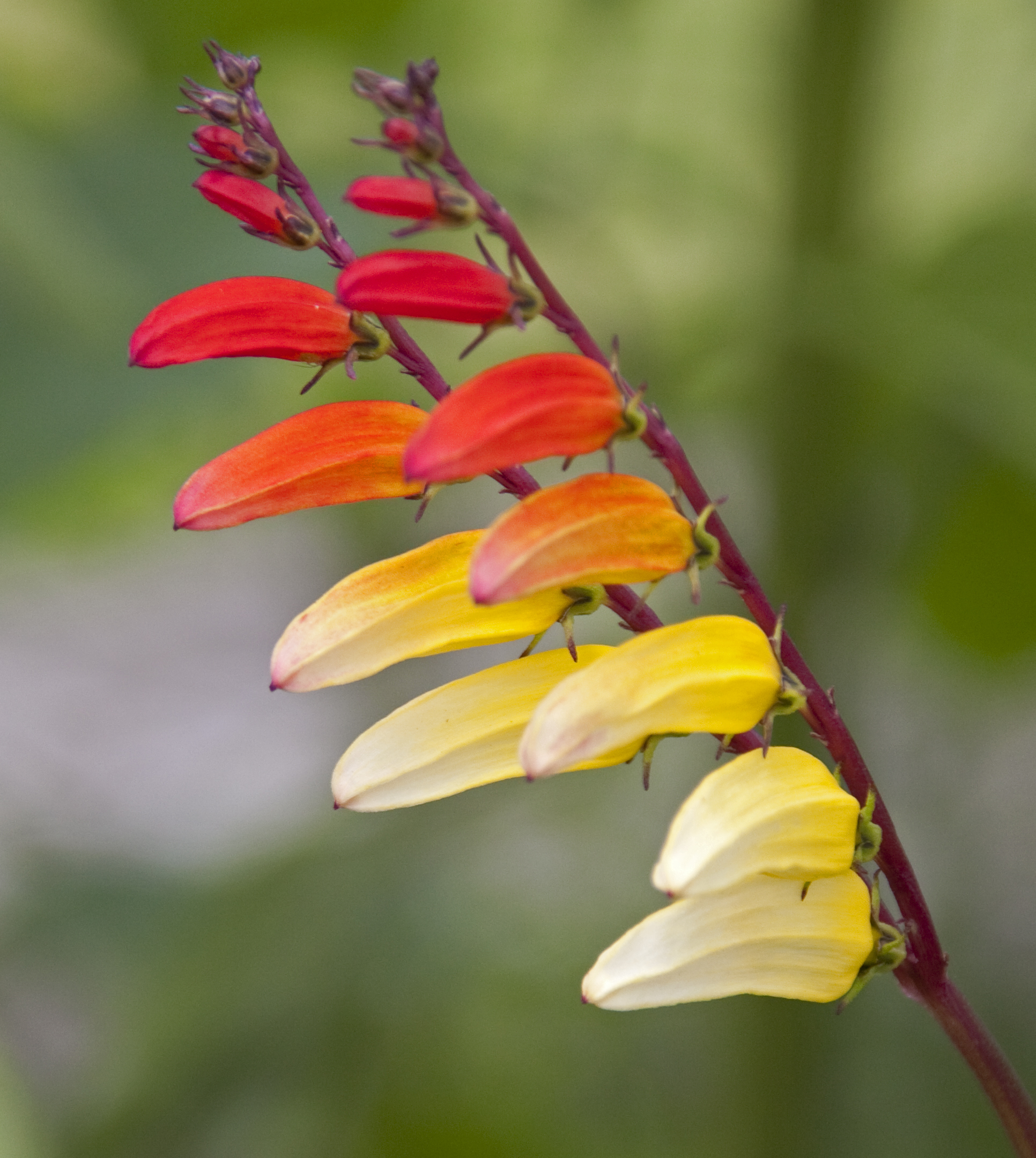